# Цзешоу
Цзешо́у (кит. упр. 界首, пиньинь Jièshǒu) — городской уезд городского округа Фуян провинции Аньхой (КНР).

## История
Во времена войн между империями Сун и Цзинь южносунскому генералу Лю Ци удалось в этих местах нанести крупное поражение цзиньскому полководцу Ваньянь Учжу. После этого по протекающему здесь ручью была проведена граница между двумя империями, а возле него образовалось пограничное село. Ко времени основания империи Мин оно развилось в крупный населённый пункт, называвшийся «Пограничное село» — «Цзешоуцзи» (界首集); сами земли входили в состав уезда Тайхэ.
В 1947 году населённые пункты Цзешоуцзи уезда Тайхэ, Люцзи уезда Линьцюань и Цзаомяоцзи уезда Шэньцю были объединены в город Цзешоу.
В апреле 1949 года был образован Специальный район Фуян (阜阳专区), и город вошёл в его состав. В 1953 году город Цзешоу был упразднён, а вместо него был создан уезд Цзешоу (界首县). В ноябре 1958 года уезды Цзешоу и Тайхэ были объединены в уезд Шоутай (首太县), но в апреле следующего года восстановлены в прежних границах. В 1970 году Специальный район Фуян был переименован в Округ Фуян (阜阳地区).
В 1989 году уезд Цзешоу был преобразован в городской уезд
В 1996 году постановлением Госсовета КНР округ Фуян был преобразован в городской округ.

## Административное деление
Район делится на 3 уличных комитета, 12 посёлков и 3 волости.